# غرايم موران
غرايم موران (بالإنجليزية: Graeme Maurice Moran)‏ هو مجدف نيوزلندي، ولد في 12 أكتوبر 1938 في وانجانوي في نيوزيلندا، وتوفي بنفس المكان في 24 فبراير 1996.

## روابط خارجية
- غرايم موران على موقع اللجنة الأولمبية النيوزيلندية (الإنجليزية)